# Glucose-1-phosphat
D-Glucose-1-phosphat (auch Cori-Ester genannt) ist die am Kohlenstoffatom C1 phosphorylierte Form von D-Glucose und ein Isomer von D-Glucose-6-phosphat. In vielen Stoffwechselschritten spielt es eine wichtige Rolle.

## Biologische Bedeutung
Glucose-1-phosphat ist in verschiedenen Stoffwechselwegen involviert. Im Glykogenstoffwechsel wird es aus Glykogen durch phosphorolytische Spaltung gebildet, was eine Glycogenphosphorylase katalysiert. Durch Isomerisierung kann Glucose-1-phosphat in Glucose-6-phosphat für eine weitere Prozessierung isomerisiert werden, diese Reaktion ist reversibel und wird von einer Phosphoglucomutase katalysiert. Darüber hinaus dient G1P zur Biosynthese extrazellulärer Polysaccharide.
Eine weitere, wichtige Reaktion ist die Bildung von UDP-Glucose aus α-D-Glucose-1-phosphat und UTP durch eine UTP-Glucose-1-phosphat-Uridyltransferase (GULT; UDP-Glucose-Phosphorylase EC 2.7.7.9):

{\displaystyle \mathrm {\alpha {\text{-Glc-1P}}+UTP\ {\xrightarrow {GULT}}\ {\text{UDP-Glc}}+PP_{i}} }
UDP-Glucose spielt nicht nur eine Rolle im Glykogenstoffwechsel, sondern auch im Galactosestoffwechsel und im Uronsäurenstoffwechsel.
Neben UTP können auch andere Nukleotide wie dTTP, ATP, CTP und GTP mit Glucose-1-phosphat verknüpft werden. Katalysiert werden diese Reaktionen durch verschiedene Transferasen (EC 2.7.7.24, EC 2.7.7.27, EC 2.7.7.33 bzw. EC 2.7.7.34).